# 方良永
方良永（1461年—1527年），字壽卿，號松崖，福建興化府莆田縣人，民籍，明朝政治人物。

## 生平
弘治二年（1489年）己酉科福建鄉試第四十六名舉人，弘治三年（1490年）庚戌科進士。負責督逋兩廣，為廣東右布政使劉大夏所器重，隨後歸還授刑部廣東司主事，升刑部員外郎，改廣東僉事。跟隨劉大夏平定瓊州民變。
正德初年，方良永因反對劉瑾而被借海南殺人事而被貶。再起為湖廣副使，再升廣西按察使。檢舉揭發巡按御史朱志榮罪。遷山東右布政使，調任浙江左布政使。曾上疏阻擋錢寧以製鈔二萬而納賄斂財，因擔心禍及其身，年其母年老，而上三疏乞休離去。
明世宗即位，朝廷內外交相舉薦。拜為右副都御史，撫治鄖陽。因母老上疏乞終養。都御史姚鏌請求破格褒寵。尚書喬宇、孫交亦稱其家無贏貲，應以侍郎潘禮、御史陳茂烈以前慣例，賜以廩米。世宗下詔每月給三石。久之，母卒，世宗下詔賜祭葬。服除，以故官擔任應天巡撫，他尚在家中即賜敕。路經衢州事得病，上疏乞致仕，未報遽歸而卒。死後有南京刑部尚書之命。訃聞上報，世宗賜卹如制，諡簡肅。

## 家族
曾祖方孟章；祖父方象輝；父方朝深，母陳氏。重庆下。弟方良節，中同榜進士，官至廣東左布政使。弟方良盛、方良材。

## 延伸阅读
[在维基数据编辑]
 《國朝獻徵錄·卷之四十八》，出自焦竑《國朝獻徵錄》
 《明史卷二百〇一》，出自《明史》